# Dorfbach (Wilde Weißeritz)
Der Dorfbach ist ein linker Zufluss zur Wilden Weißeritz in Klingenberg, Sachsen. 

## Verlauf
Der Dorfbach entspringt im Oberdorf von Klingenberg unweit des Beistand Gottes Erbstolln am Bergborn. Der Bach fließt auf seinem gesamten Lauf mit südöstlicher Richtung neben und unter der Dorfstraße (Zum Weißeritztal) durch das Waldhufendorf Klingenberg. Auf seinem Ober- und Mittellauf ist der Bach auf größeren Abschnitten verrohrt. Am Schulberg fließt der Pfarrgrundbach zu. Nach 1,1 km mündet der Dorfbach südlich des Gückelsberges (412 m) am unteren Ortsausgang von Klingenberg bei der Vordermühle an der Weißeritzbrücke der Staatsstraße 190 in die Wilde Weißeritz.

## Zuflüsse
- Pfarrgrundbach (r)

## Hochwasser
Im Juni 2013 wurde die Uferbefestigung des Dorfbaches durch ein Hochwasser stark beschädigt.